# 나가토 아유무
나가토 아유무(일본어: 永藤 歩, 1997년 12월 25일 ~ )는 일본의 전 축구 선수이다.

## 구단 경력
그는 2016년부터 2019년까지 J리그의 몬테디오 야마가타, 더스파구사쓰 군마에서 활동하였다.